# Enrique Guaita

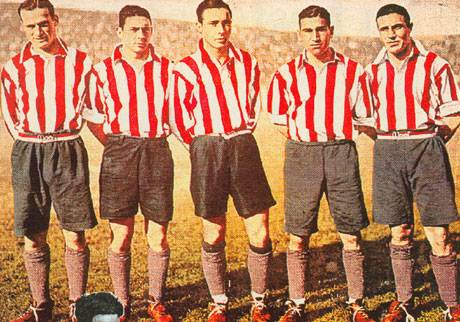
Los Profesores do quinteto ofensivo arrasador do Estudiantes de La Plata de 1931: Miguel Ángel Lauri, Alejandro Scopelli, Alberto Zozaya, Manuel Ferreira e Guaita, da esquerda para a direita.

Enrique Guaita, também conhecido pelo nome italianizado Enrico Guaita (Lucas González, 15 de julho de 1910 - San Nicolás, 18 de maio de 1959), foi um futebolista ítalo-argentino.[carece de fontes?] Jogou pelas seleções de Argentina e Itália,[carece de fontes?] pela qual foi um dos quatro argentinos (e três titulares) campeões da Copa do Mundo FIFA de 1934, realizada no país e a primeira ganha pela Azzurra. Marcou o gol da classificação à final  e nela ofereceu a assistência para o gol do título.
A nível de clubes, Guaita destacou-se especialmente em uma das mais recordadas equipes do Estudiantes de La Plata, apelidada de Los Profesores, bem como na Roma, onde foi o primeiro estrangeiro a ser artilheiro do campeonato italiano no formato de pontos corridos, na temporada 1934-35. Com garra e esforçado, tinha como principal característica um chute potente e era apelidado de El Indio e de El Corsario Negro.

## Carreira em clubes

### Estudiantes
Guaita iniciou a carreira no início da década de 1930, no Estudiantes de La Plata. Ainda em 1930, chegou a marcar um gol em goleada de 4-1 no Clásico Platense sobre o rival Gimnasia y Esgrima La Plata, pela 16ª rodada do campeonato argentino. O Estudiantes terminou aquele torneio como vice-campeão do Boca Juniors. Guaita marcou duas vezes na campanha.[carece de fontes?]
O ano seguinte foi marcado pela adoção de um campeonato argentino abertamente profissional, ainda que isso significasse o rompimento dos clubes participantes com a associação argentina reconhecida pela FIFA, que pleiteava a manutenção na elite profissional de todos os clubes participantes do torneio de 1930. Guaita passou a integrar o ataque titular pincharrata em um ano marcante para o clube. O campeão, como em 1930, foi o Boca Juniors, que, porém, fez aproximadamente vinte gols a menos que o vice Estudiantes.
O time de La Plata marcou 103 gols e teve o artilheiro e o vice-artilheiro do torneio, respectivamente Alberto Zozaya e Alejandro Scopelli. Guaita formava com eles e também com Manuel Ferreira (capitão da seleção argentina na Copa do Mundo FIFA de 1930) e Miguel Ángel Lauri (que defenderia a Argentina e também a seleção francesa) o quinteto ofensivo apelidado de Los Profesores. Os alvirrubros de 1931 obtiveram algumas marcas pioneiras no profissionalismo, como o primeiro time a marcar sete gols em um jogo (sobre o Chacarita Juniors), a marcar oito (sobre o Lanús, que terminou forçando W.O.) e o primeiro a marcar nove (sobre o Ferro Carril Oeste).
O time conseguiu outras goleadas, como um 4-1 sobre o próprio campeão Boca na antepenúltima rodada, mas pecava pela irregularidade, a ponto de chegar a ser derrotado em casa pelo antepenúltimo Tigre, de perder as chances de título ainda na penúltima rodada e de terminar o campeonato em terceiro, superado também pelo San Lorenzo. Na campanha, Guaita chegou a marcar o gol do Estudiantes no primeiro clássico profissional contra o Gimnasia, encerrado em 1-1, abrindo o placar aos 8 minutos do primeiro tempo no estádio rival.[carece de fontes?]
Em 1932, a equipe terminou na sexta colocação, chegando a vencer o rival Gimnasia por 6-1, com dois gols de Guaita. Esse resultado foi a maior goleada do clássico no século XX, superado só em 2006 por um 7-0 dos alvirrubros,[carece de fontes?] e na época foi vista como revanche à derrota por 3-2 sofrida no returno de 1931 e decisiva para o Estudiantes adiante perder aquele campeonato.
Em janeiro de 1933, Guaita estreou pela seleção argentina. Ainda em 1933, Guaita, que era o jogador visto como menos habilidoso daqueles cinco atacantes de Los Profesores, e Scopelli foram adquiridos pela Roma. Sem eles e também Ferreira, vendido ao River Plate, o Pincha terminou na décima colocação.

### Roma

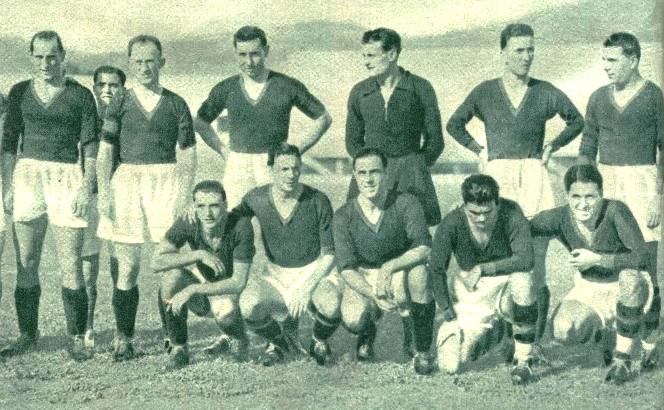
A Roma em 1933. Alejandro Scopelli é o segundo agachado e Guaita, o terceiro, da esquerda para a direita.

Além dele e de Scopelli, a Roma adquiriu conjuntamente outro argentino, o zagueiro Andrés Stagnaro, ex-River Plate. Na temporada 1933-34 do campeonato italiano, Guaita marcou pela primeira vez na terceira rodada, ao converter dois gols em triunfo de 3-1 fora de casa sobre a Fiorentina. Ele terminou a temporada com quatorze gols, incluindo um sobre a campeã Juventus (em derrota por 3-2), um em 3-3 no Derby della Capitale contra a Lazio, os três em vitória por 3-0 sobre o Genoa e quatro (três deles, entre os minutos 70 e 75) de 6-3 fora de casa sobre o Torino. A Roma terminou na quinta colocação.[carece de fontes?]
Em 1934, ele estreou pela seleção italiana,[carece de fontes?] a tempo de integrar o time titular campeão da Copa do Mundo FIFA daquele ano. Ele e Attilio Ferraris IV eram os únicos romanistas em um elenco dominado pela Juventus, clube pentacampeão seguido entre 1930-31 e 1934-35.[carece de fontes?] Na temporada seguinte ao título, Guaita elevou seu desempenho na Serie A, marcando 27  vezes em 28 jogos na temporada 1934-35. Dentre os gols, marcou os três dos giallorossi em vitória por 3-2 fora de casa sobre o Torino; um no empate em 1-1 sobre a rival Lazio; o único em vitória fora de casa sobre a Internazionale (Ambrosiana); o de empate a quatro minutos do fim em um 4-4 fora de casa com o Milan; três em 4-0 sobre o Napoli; e, no minuto final, o de vitória por 2-1 sobre o Torino, derrotado de virada construída a partir dos oito últimos minutos. Seu clube terminou em quarto.[carece de fontes?]
O argentino terminou aquela temporada como artilheiro da Serie A, seis gols à frente do vice-artilheiro, Silvio Piola.[carece de fontes?] Tornou-se o primeiro estrangeiro artilheiro da fase moderna do campeonato italiano, em pontos corridos. Porém, temeroso de uma convocação ao Exército Italiano, que naquele mesmo ano invadiu a Abissínia e deflagrou a Segunda Guerra Ítalo-Etíope, resolveu fugir da Itália. Alejandro Scopelli, colega seu na Roma, Estudiantes de La Plata e seleção italiana, fez o mesmo, assim como outros ítalo-argentinos que jogavam no país, como Raimundo Orsi (outro vencedor da Copa do Mundo FIFA de 1934,Raimundo Orsi, Renato Cesarini, e Carlos Volante. Guaita chegou a ser detido na fronteira, mas conseguiu regressar à Argentina.

### Racing e volta ao Estudiantes
Guaita e Scopelli seguiram ao mesmo clube, o Racing, acertando em 1936 com o time de Avellaneda. Atuou pelo clube até 1937, chegando a defender a seleção argentina como racinguista. A equipe terminou em oitavo no primeiro dos dois campeonatos argentinos realizados naquele ano ("Copa Honor") e em terceiro no outro ("Copa Campeonato"), terminando em quarto em 1937.[carece de fontes?] Foram 28 gols em 57 jogos pela Academia, chegando a marcar no Clásico de Avellaneda, mas em derrota de 4-1 para o rival Independiente em 1937.[carece de fontes?]
Na época, o desempenho de Guaita pelo Racing foi visto como aquém das expectativas: o compatriota Carlos Volante, que o enfrentara no futebol italiano, chegou a opinar que "há dos nossos os que se engrandecem fora e se diminuem na própria casa e outros, o contrário. Por exemplo: vi Carlos Santamaría e Alfredo González darem verdadeiros espetáculos no Brasil. Não se trata de jogar bem: eu disse espetáculos. Santamaría voltou ao River e González ao Boca para ter que voltar ambos ao Rio. Me lembro que o half me dizia: ‘piso numa cancha argentina e já perco a confiança em mim mesmo’. Atilio Demaría foi um magnífico insider na Itália, mas aqui não correspondeu quando quis retornar. Enrique Guaita impressionava. Nunca pude entender o que lhe aconteceu no Racing. Já na Europa, um jogador rende e, em especial, os ingleses. No nosso ambiente se produzem uns alto-e-baixos impressionantes. Certo é que há intemperança de parte dos torcedores, mas mais que nada existe um fator psicológico, algo que induz a duvidar das próprias condições e aí se explica os desníveis tão marcados”.
Guaita permaneceu no Racing até 1937, regressando ao Estudiantes de La Plata, onde parou de jogar em 1940. Até ali o clube não foi além do sexto lugar.[carece de fontes?]

## Seleção

### Argentina

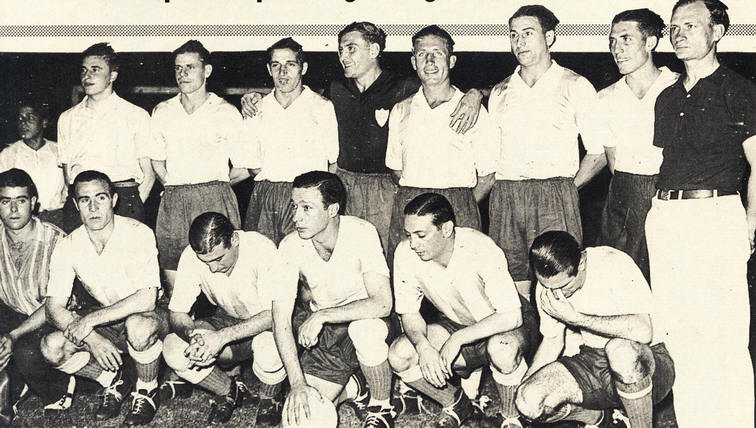
A Argentina na Copa América de 1937. Guaita é o primeiro jogador agachado. Alejandro Scopelli é o penúltimo, da esquerda para a direita.

Considera-se que Guaita estreou pela Argentina em amistoso realizado 21 de janeiro de 1933, em derrota por 2-1 em Montevidéu para o Uruguai, na qual ele marcou o gol argentino. Em 5 de fevereiro, os dois times realizaram novo amistoso, em Avellaneda, com triunfo local por 4-1. A ida de Guaita naquele mesmo ano ao futebol italiano terminou por impedir mais partidas pela Albiceleste.
Na época, porém, essas partidas eram na realidade disputadas por um combinado dos jogadores da liga profissional argentina, com uniforme inclusive diferente da tradicional camisa alviceleste (era branca com detalhes verdes). A associação reconhecida pela FIFA permanecia oficialmente amadora e a cisão permaneceu até o fim de 1934, com jogadores amadores representando a Argentina na Copa do Mundo FIFA daquele ano. Em 1935, a associação amadora foi absorvida pela liga profissional e os jogos do combinado terminaram convalidados como de seleção.
Após regressar da Itália, Guaita voltou a representar a Argentina em 30 de janeiro de 1937. Foi pela rodada final da Copa América daquele ano, realizada no país. Ele substituiu Carlos Peucelle, titular nas partidas anteriores, em duelo contra o Brasil. Os argentinos venceram por 1-0, resultado que igualou ambos na liderança e forçou um jogo-extra.
No desempate, Guaita foi novamente titular, em vitória por 2-0 obtida já na prorrogação, na primeira final propriamente entre os dois países. A partida foi polêmica, com os brasileiros chegando a denomina-la de "jogo da vergonha" por conta de de intimidação adversária a impedir-lhes até de abandonar o campo. Tim, um dos brasileiros derrotados, todavia, reconheceria depois de anos que "para falar a verdade, perdemos porque eles jogaram melhor." Guaita foi, inclusive, um dos argentinos que visitaram cordialmente o vestiário brasileiro, e alguns adversários juntaram-se na volta olímpica. Foi a última partida dele pela seleção, sempre tendo sido titular. Ele, Alejandro Scopelli (também convocado ao torneio) e Raimundo Orsi são os únicos que defenderam a Argentina antes e depois de jogarem por outro país (os três, pela Itália).

### Seleção Italiana

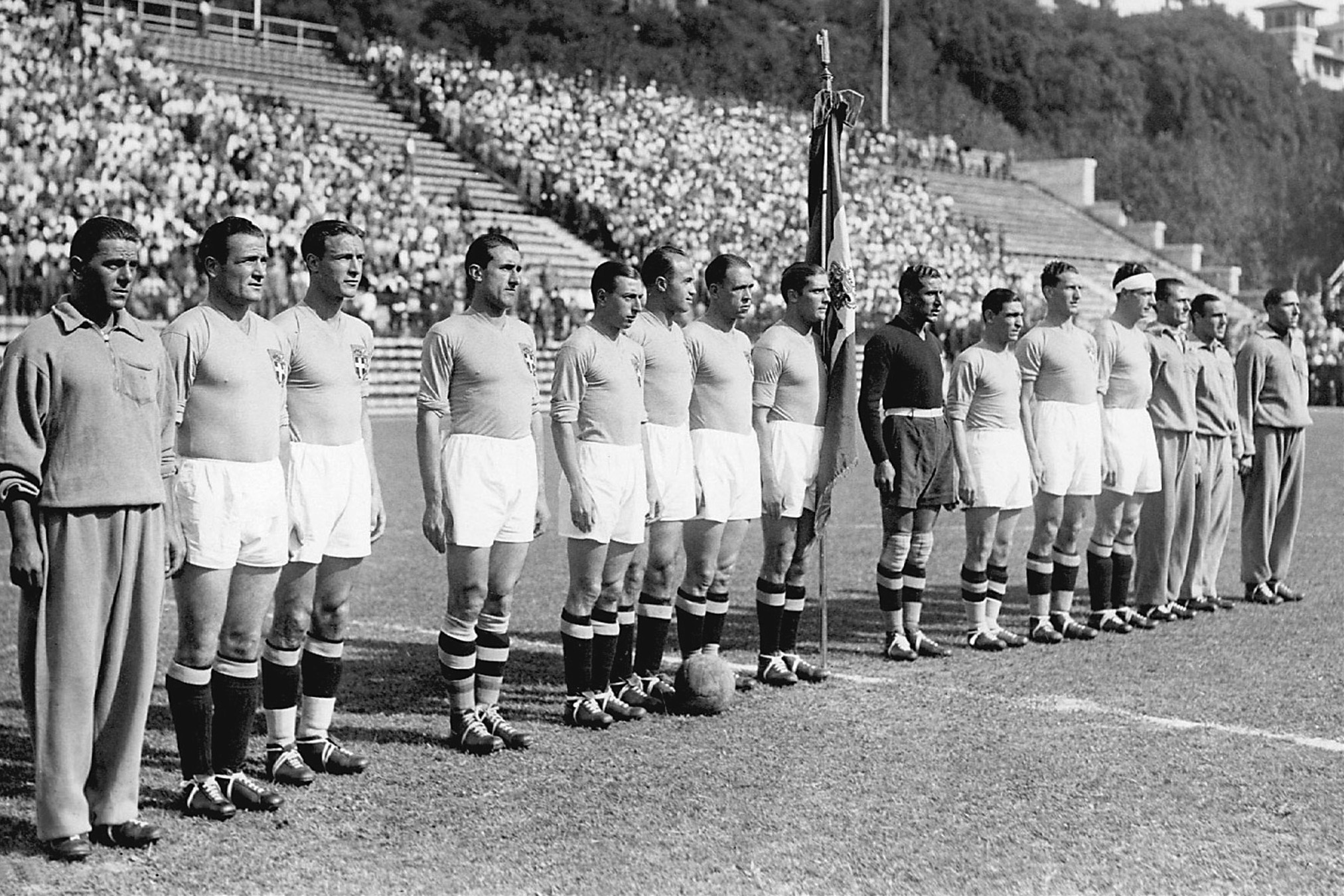
A Itália antes da final da Copa do Mundo FIFA de 1934. Guaita, logo antes do jogador com a bandeira da Itália (Giuseppe Meazza), é o sétimo uniformizado, da esquerda para a direita.

Guaita estreou pela Itália em 1934,[carece de fontes?] em 11 de fevereiro, em derrota amistosa de 4-2 para a Áustria em plena Turim.[carece de fontes?] Isso e o fato de o adversário ter atuado sem seu melhor jogador, Matthias Sindelar, impôs grande pressão na preparação italiana à Copa do Mundo FIFA daquele ano, realizada dali a alguns meses - em contraste à tranquilidade antes vivenciada em uma seleção entrosada e que havia vencido 17 vezes, empatado seis e perdido apenas três entre 1930 e 1933. O argentino, porém, destacou-se ao marcar os dois gols da Azzurra em espaço de dois minutos, diminuindo provisoriamente para 3-2 uma derrota que estava no placar de 3-0.[carece de fontes?]
O jogo seguinte da seleção foi em 25 de março, contra a Grécia.[carece de fontes?] Esse foi o único compromisso italiano nas primeiras eliminatórias mundialistas, na única ocasião em que o país sede precisou joga-las. Em relação aos jogadores presentes na derrota para a Áustria, a Itália manteve somente quatro titulares: Guaita, o também argentino Luis Monti, o brasileiro "Filó" Guarisi e Giuseppe Meazza.[carece de fontes?] A precaução surtiu efeito e a Azzurra, que usou também outro brasileiro, Otávio "Nininho" Fantoni II, venceu por 4-0. Guaita foi convocado à Copa, juntamente com outros argentinos: Monti, Raimundo Orsi, ambos também titulares, e Atilio Demaría. Eles juraram que se recusariam a jogar em eventual confronto contra a Argentina.
Na Copa, Guaita estreou na segunda partida, em Florença, repondo o lugar do brasileiro Guarisi, a despeito de este ter atuado em uma vitória por 7-1 (sobre os Estados Unidos) na estreia.[carece de fontes?] Guaita era ponta-esquerda, mas foi deslocado à ponta inversa para ser mantida a escalação de Orsi, também ponta-esquerda, acatando a ordem do treinador Vittorio Pozzo. O compromisso seguinte foi contra a Espanha. O adversário vencia por 1-0, com os italianos sofrendo para obter o empate, logrado em lance considerado faltoso sobre o goleiro Ricardo Zamora. Apesar dos protestos espanhóis, o árbitro ignorou a falta e o resultado manteve-se em 1-1 ao fim da prorrogação, com Guaita desperdiçando no fim uma boa chance em contra-ataque, defendida por Zamora. O regulamento da época forçou um jogo extra já no dia seguinte. Alguns jogadores ficaram extenuados, não atuando no jogo-desempate. Guaita, porém, esteve nas duas partidas.
O primeiro gol de Guaita no mundial veio em reencontro com o Wunderteam da Áustria, que dessa vez contaria com Sindelar. Choveu forte em Milão, enlameando o gramado, algo que teria prejudicado um futebol mais vistoso, afetando principalmente os germânicos. Guaita marcou aos 19 minutos de jogo, após trombar com o goleiro Peter Platzer em cruzamento pela esquerda, a surpreender a mal posicionada defesa adversária, pega em contra-ataque. A final da Copa do Mundo FIFA de 1934 foi contra a Tchecoslováquia, que abriu o marcador já aos 31 minutos do segundo tempo. A Itália, por intermédio do argentino Raimundo Orsi, empatou cinco minutos depois, o que não deixou de preocupar a torcida anfitriã: era a quarta partida em dez dias da Azzurra e 300 minutos jogados em contraste com os 180 do adversário, que havia jogado apenas duas vezes.
Aos cinco minutos da prorrogação, porém, os italianos passaram à frente. Pela meia direita, Angelo Schiavio e Guaita dividiram com dois zagueiros, com o argentino levando a melhor na disputa. Quando era esperado que Guaita arrematasse, ele então tocou a Schiavio, que conseguiu marcar mesmo chutando prensado por Josef Čtyřoký, cujo desvio na bola encobriu o goleiro František Plánička, que havia se ajoelhado para esperar um chute que aparentemente seria rasteiro. Após o gol, os italianos se retrancaram com sucesso para garantir o título.
Após a Copa, Guaita jogou mais quatro vezes pela Itália, contra a Inglaterra em Londres (derrota de 3-2 em 14 de novembro de 1934), a Hungria em Milão (4-2 em 9 de dezembro, com dois gols do argentino virando provisoriamente para 2-1 o placar aberto por György Sárosi), a França em Roma (2-1 em 17 de fevereiro de 1935) e por fim a Áustria, vencedora por 2-0 em Viena em 24 de março de 1935. Essa partida também marcou a despedida de outro argentino da Azzurra, Orsi, que voltou à terra natal.[carece de fontes?] Guaita faria o mesmo naquele ano, fugindo de uma convocação do exército italiano, que havia invadido a Abissínia.

## Morte
Guaita faleceu jovem, em 1959, vítima de câncer.

## Títulos

### Seleção Italiana
- Copa do Mundo FIFA: 1934

### Seleção Argentina
- Copa América: 1937

### Individual
- Artilheiro do Campeonato Italiano de Futebol: 1934-35